# Hell's Bells
Hell's Bell es el decimosexto episodio de la sexta temporada de la serie de televisión Buffy la cazavampiros.

## Argumento
Willow (Alyson Hannigan) y Buffy (Sarah Michelle Gellar) están mirando sus vestidos en el espejo. No pueden creer que la familia de Xander (Nicholas Brendon) se tragara el cuento de que los amigos de Anya (Emma Caulfield) son del circo. En las calles de Sunnydale un hombre mayor (George D. Wallace), con el pelo canoso, aparece envuelto en pequeñas llamas rojas. Buffy le dice a Xander que verles así le hace tener esperanzas, ver la luz al final del largo túnel. Tara (Amber Benson) ayuda a Anya con su vestido de boda. Mientras Anya cuenta lo feliz que es porque va a pasar el resto de su vida con su mejor amigo, Tara y Willow cruzan miradas.
Siguen llegando invitados a la fiesta. Dawn (Michelle Trachtenberg) recibe en la puerta a D'Hoffryn (Andy Umberger) y a su regalo viviente. Spike aparece acompañado de una chica algo siniestra. La madre de Xander (Lee Garlington) mira nerviosa a su marido (Casey Sander), que no deja de beber. El anciano aparece e intenta llamar la atención de Xander, consiguiendo arrastrarlo fuera del grupo. Le dice que viene del futuro y que no puede casarse, y enseguida saca una esfera que le hará sentir lo que él siente.
En el futuro, Xander está sentado frente al televisor viendo un partido con una cerveza. Un par de niños corretean por la habitación. Anya tiene que ir al trabajo y Xander justifica que no es culpa suya que le duela la espalda y no pueda trabajar. Luego, están en un restaurante con sus hijos ya más mayores. Xander no separa su mano de la copa de vino y Anya lo mira con reproche. En la cocina de su futura casa, ambos discuten. Anya le dice que fue culpa suya, que él se distanció cuando Buffy murió. Xander acaba arrojándole una sartén. A veces dos personas todo lo que pueden darse es dolor, y sólo puede detenerlo cancelando la boda.
Buffy se encuentra con Spike. Ella le confiesa que duele haber dado fin de su relación y él le da las gracias, marchándose con su cita. Xander pasea nervioso de un lado a otro. Todo está preparado para la boda, pero el novio desaparece mientras Anya recita sus votos. Los invitados comienzan una discusión y acaban peleando. Tara intenta huir de la pelea, y en ese momento Willow la salva de ser lastimada. Ellas se toman de las manos y sonríen. El anciano habla con Anya y le cuenta que todo ha sido por su culpa. Es uno de los hombres a los que castigó, atormentó y mandó a otra dimensión. Con un par de visiones ha conseguido que Xander se marche. El demonio la golpea y Buffy interviene. Xander aparece y acaban con él.
Xander le dice a Anya que no está preparado para casarse. Que si es un error, lo será para siempre. No quiere hacerle daño y lo siente. Xander acaba en la habitación de un motel. Anya quiere estar sola pero D'Hoffryn le dice que ha dejado que le domesticaran. Cuando era un demonio era poderosa, y castigaba a hombres como él. Es hora de que vuelva a lo que hacía mejor. 

## Reparto

### Personajes principales
- Sarah Michelle Gellar como Buffy Summers.
- Nicholas Brendon como Xander Harris.
- Alyson Hannigan como Willow Rosenberg.
- Emma Caulfield como Anya Jenkins.
- Michelle Trachtenberg como Dawn Summers.
- James Marsters como Spike.

### Apariciones especiales
- Amber Benson como Tara Maclay.

### Personajes secundarios
- Casey Sander como Tony Harris
- Kali Rocha como Halfrek.
- Andy Umberger como D'Hoffryn.
- Lee Garlington como Jessica Harris.
- Jan Hoag como Prima Carol.
- George D. Wallace como Anciano Xander Harris.
- Steven Gilborn como Tío Rory.
- James C. Leary como Clem.
- Daniel McFeeley como Demonio verrugoso.
- Rebecca Jackson como Tarántula.
- Mel Fair como Demonio tentáculo.
- Nick Kokich como Demonio adolescente.
- Robert Noble como Gerente nocturno.
- Julian Franco como Joven camarero.
- Susannah L. Brown como Chica del cáterin.
- Joey Hiott como Josh 10 años.
- Abigail Mavity como Sara 8 años.
- Chris Emerson como Josh 21 años.
- Ashleigh Ann Wood como Sara 18 años.
- Megan Vint como Karen.

## Producción
Rebecca Rand Kirshner revela en el audiocomentario del DVD del episodio que la referencia de Anys a sí misma como «sex poodle» fue una referencia a un colega de Jane Espenson que había utilizado el nombre.[cita requerida]
Amber Benson dijo en una entrevista a Buffy magazine que «Soy la más torpe en el estudio. ¿Recuerdan a Emma —Anya Jenkins— con ese traje de bodas? Le quité el vestido al menos cuatro veces, porque la seguiría y le pisaría el vestido y ella tiraría hacia arriba. Pero estaba hermosa en el vestido.»

### Premios y nominaciones
El episodio estuvo nominado para tres Emmys, la mayor cantidad en un año para la serie:
- Mejor peluquería en una serie
- Mejor maquillaje en una serie, miniserie, telefilme o especial (Protésico)
- Mejor maquillaje en una serie (No protésico)

## Continuidad
Aquí se presentan los hechos que o bien influyen en la sexta temporada exclusivamente, o bien que viniendo de episodios anteriores influyen en este. Y por último, acontecimientos que ocurren en este episodio que influyen en las demás temporadas o en alguna otra temporada.

### Para todas o las demás temporadas
- Es la primera vez que aparecen los padres de Xander Harris.
- Después de que Willow y Xander se vean en ropa formal, ella bromea con que fue bueno el darse cuenta de que era gay, refiriéndose a una ocasión anterior —Homecoming— donde ella y Xander se vieron en ropa formal y compartieron un beso illícito.
- El tío de Xander, Rory (Steven Gilborn), asusta a una mujer en la boda cuando le dice que una cabeza de alce en la pared está rellena incorrectamente. Es una referencia al episodio de la segunda temporada The Dark Age en el que Xander menciona que Rory es taxidermista.
- A partir de este episodio Anya se vuelve un demonio de la venganza de nuevo.